# Walter Putnam Blount
Walter Putnam Blount (3 de julio de 1900 - 16 de mayo de 1992), fue un médico ortopédico estadounidense, se dedicó al estudio de los desórdenes de crecimiento en el hueso de la tibia, en especial a aquel que afecta al desarrollo de este hueso en niños y adolescentes, resultando en una malformación de la estructura del hueso y haciendo que la pierna se doble de tal manera que llega a dar la apariencia de un arco. 
Debido a su dedicación al estudio de esta enfermedad; esta paso a llamarse con su nombre conociéndose hoy en día como: "La Enfermedad de Blount
".